# Corniche, Bejrut
Corniche Bejrut je obmorska promenada v osrednjem okrožju Bejruta v Libanonu. S palmami obdano plažo ob obali ponuja pogled na Sredozemsko morje in vrhove Libanonskega gorovja na vzhodu. Corniche Bejrut ima svoj temelj na Avenue des Français, ki je bila zgrajena v obdobju mandata za Sirijo in Libanon vzdolž obale, ki se je raztezala od starega mesta.

## Lega
Corniche, ki je dolg 4,8 kilometra, obkroža bejrutski rt od zaliva sv. Jurija na severni obali mesta, zavije proti zahodu na Place Rafic Hariri, nato na Avenue de Paris in Raouché ter nato v Avenue General de Gaulle, preden se konča na aveniji Rafica Haririja.

## Uporaba
Corniche je običajna destinacija za sprehajalce, tekače in kolesarje. Prodajalci vozičkov ponujajo različne lokalne prigrizke in pijačo. Številna debla palm, ki obdajajo Corniche, so posuta z luknjami od strelnih nabojev iz libanonske državljanske vojne. Številni hoteli, kot sta Le Vendôme Intercontinental Hotel in Phoenicia InterContinental Hotel, gledajo na Corniche.

## Posodobitev
Leta 2001 je bilo 76 cementnih klopi zamenjanih z novimi, prekritimi z pisano rezano keramiko, ki jih je oblikovala libanonska umetnica Lena Kelekian, ki je oblikovala tudi Mega šahovnico na najširšem delu pločnika na Avenue de Paris. Poleti 2007 so bile značilne modre ograje zaradi močnega rjavenja zamenjane z aluminijasto ograjo, ki je bila spremenjena tako, da je iskalcem vznemirjenja težje skočiti z ograje.

## Galerija
- Pogled na zaliv sv. Jurija